# Austrosynthemis cyanitincta
Austrosynthemis cyanitincta là một loài chuồn chuồn ngô ở tây nam Úc  thuộc họ Synthemistidae. Loài này được Tillyard mô tả khoa học đầu tiên năm 1908. Chúng là đại diện duy nhất của chi Austrosynthemis .